# Дмитро Капітельман
Дмитро Капітельман (нім. Dmitrij Kapitelman, нар. 1986, Київ) — німецькомовний письменник, журналіст і музикант українського походження.

## Життєпис
Дмитро Капітельман народився у Києві в сім'ї українського єврея-математика Леоніда Капітельмана та його дружини Віри Ромашкан, яка походила з Молдови. У віці восьми років разом із сім'єю емігрував до Німеччини як єврейський контингентний біженець.
Вивчав політологію та соціологію в Лейпцизькому університеті, а також закінчив Німецьку школу журналістики в Мюнхені. Працює вільним журналістом у Берліні, де також створює музику під псевдонімом Dheema.

## Творчість
Капітельман публікувався у таких виданнях, як taz і Zeit. Його текст Kapitelmans Kind, опублікований у 2013 році в taz під ім'ям Дмитро Ромашкан, присвячений темі ідентичності та стосункам із батьком, привернув увагу літературного агента. У 2016 році видавництво Carl Hanser Verlag опублікувало його автобіографічний роман Посмішка мого невидимого батька (нім. Das Lächeln meines unsichtbaren Vaters). Книга розповідає про життя Капітельмана в Німеччині та подорож із батьком до Ізраїлю у пошуках спільної єврейської ідентичності. Автор назвав роман «книгою про емансипацію».
Роман отримав широкий розголос у німецькомовній пресі. Алекс Рюле назвав його «захоплюючим дебютом», відзначивши блискучий стиль і політичну проникливість. Єнс Єссен назвав твір представником нового жанру — «спостереження за батьком». Водночас Роман Бухелі відніс роман до категорії «книг про порятунок і самозцілення».
У 2021 році вийшов роман Формальність у Києві (нім. Eine Formalie in Kiew), який приніс автору премію Фонду Ravensburger за найкращий сімейний роман. У 2025 році опубліковано роман Російські делікатеси (нім. Russische Spezialitäten).
У 2022 році Капітельман став співзасновником PEN Berlin.

## Твори
- Посмішка мого невидимого батька (нім. Das Lächeln meines unsichtbaren Vaters). Hanser Berlin, München, 2016, ISBN 978-3-446-25318-6.
- Формальність у Києві (нім. Eine Formalie in Kiew). Hanser Berlin, München, 2021, ISBN 978-3-446-26937-8.
- Російські делікатеси (нім. Russische Spezialitäten), роман, Hanser, Berlin, 2025, ISBN 978-3-446-28247-6.
  - Російські делікатеси, роман, Argon Verlag, 2025, ISBN 978-3-732-47858-3 (авторське читання).